# Klingonische Wikipedia

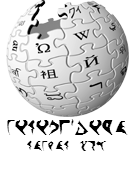
Logo

Die klingonische Wikipedia war eine Ausgabe der freien Enyzklopädie Wikipedia auf Klingonisch. Sie existierte von Mai 2004 bis August 2005. Sie ist bis heute die einzige Wikipedia in einer fiktionalen Sprache, die jemals existiert hat – weitere sind nicht geplant.
Zum Zeitpunkt der Schließung zählte das Wiki 71 Artikel und 17 angemeldete Benutzer, davon vier Administratoren. Von diesen vier Administratoren waren drei auch in der deutschsprachigen Wikipedia aktiv.
Seit Dezember 2006 wird das Projekt einer freien Enzyklopädie auf Klingonisch auf Wikia, einem freien Wiki-Hosting-Dienst, weitergeführt.

## Geschichte
Die klingonische Wikipedia wurde von Beginn an kontrovers diskutiert. Am 27. Mai 2004 gegründet, wurde sie einen Tag später das erste Mal geschlossen. Einige Teilnehmer auf der Mailingliste Wikipedia-l wie Erik Moeller beschwerten sich, dass das Wiki ohne eine Abstimmung eingerichtet worden sei, andere wie Lars Aronsson sprachen sich gegen eine Abstimmung aus und forderten die Fortführung des Wikis. Die Befürworter einer Weiterführung, unterstützt von Jimmy Wales, setzten sich in der Debatte durch und die klingonische Wikipedia nahm ihren Betrieb auf.
Obwohl die klingonische Wikipedia von Beginn an umstritten war, dauerte es über ein Jahr, bis es zur Schließung kam. Die wechselhaften Entscheidungen über ihre Existenz lagen an einem Meinungswechsel von Wales: Auf einem offenen Board Meeting November 2004 proklamierte er, anders als noch wenige Monate zuvor, „Klingon must die!“
Im August 2005 wurde sie schließlich von Brion Vibber auf Veranlassung von Jimmy Wales, der keine Gründe dafür angab, geschlossen.